# Sparbanken Skåne
För den tidigare banken med samma namn, se Sparbanken Skåne (1984–1992).
Sparbanken Skåne är ett svenskt bankaktiebolag med huvudkontor i Lund, som bildades 2014 genom en sammanslagning av Färs och Frosta sparbank, Sparbanken 1826 och delar av Sparbanken Öresund. Resterande delar av Sparbanken Öresunds verksamhet togs över av Swedbank.
Sparbanken Skånes historia sträcker sig tillbaka till 1826. Banken har ledningskontor i Lund och ett administrativt kontor i Kristianstad. Filosofin är att vara en närvarande bank för människorna, näringslivet och samhället där kunderna bor.
Verksamheten ägs av Sparbanksstiftelsen Färs & Frosta (26 procent), Sparbanksstiftelsen 1826 (26 procent) och Sparbanksstiftelsen Finn (26 procent). Även Swedbank är med som mindre delägare (22 procent).

Sparbanken Skåne hade år 2019 kontor i de röd- och gulmarkerade kommunerna.

## Kontorsneddragningar
Sparbanken Skåne ärvde ett omfattande kontorsnätverk. Vid bildandet hade banken 44 kontor. Vid utgången av 2014 hade man 42 kontor.
Från Sparbanken 1826 ärvde man även några kontor i västra Blekinge (Karlshamn och Olofström), men i december 2014 meddelades det att de skulle säljas till Sparbanken i Karlshamn, effektivt 1 januari 2015.
Under år 2015 genomfördes flera neddragningar i kontorsnätet. Sex orter lämnades helt när kontoren där lades ner, nämligen Arkelstorp, Dalby, Degeberga, Fjälkinge, Vä och Sösdala. Sparbankerna Färs och Frosta och Öresund hade tidigare konkurrerat med kontor på samma orter. Dessa samlokaliserades i hög grad. Alla dessa förändringar minskade antalet kontor till 28 stycken vid utgången av 2015.
Under därpå följande år lades kontor ned på följande orter.
- 2016: Hästveda[9]
- 2017: Knislinge[10][11][12]
- 2018: Löberöd[13]
- 2019: Tollarp[14], Tyringe[15][16], Lönsboda[17] och Södra Sandby[18]

Efter 2019 års neddragningar hade banken kontor i kommunernas huvudorter, samt Veberöd, Löddeköpinge och Åhus.

## Ledning
Vid bildandet utsågs Sparbanken 1826:s vd Bo Bengtsson till vd för den nya banken, medan Färs & Frostas vd Bertil Engström blev styrelseordförande. I mars 2021 tillträdde Rasmus Roos som ny vd, medan Bengtsson blev styrelseordförande.